# Szücs Ernő
Szücs Ernő (néhol Szűcs, született Szüsz Ernő, Győr, 1908. február 21. – Budapest, 1950. november 21.) keményvonalas kommunista, az NKVD tagja, az ÁVO, majd az ÁVH ezredese, vezető-helyettese.

## Élete a háború előtt
Kiskereskedő fiaként született, szegény zsidó családban. Anyja Stern Rozália. Két testvére volt; Miklós és Dezső. A Horthy-korszakban illegális kommunista tevékenység miatt két, majd a következő alkalommal öt év börtönbüntetésre ítélték. Utóbbit (legalább részben) a szegedi Csillagbörtönben töltötte, ahol Rákosi Mátyás és Demény Pál rabtársa volt.

## Tevékenysége a háború éveiben
1941-es szabadulásakor „repatriáló útlevéllel” a Szovjetunióba utazott, ahol 1942-ben az állambiztonsági szervekhez került, az NKVD tagja lett. A második világháborúban frontszolgálatot is teljesített, amiért később megkapta a „Moszkva védelméért” kitüntetést, valamint a háború vége felé egy ideig a moszkvai Kossuth Rádió munkatársa is volt. Közben elvett egy szovjet nőt és szovjet állampolgár is lett, valamint jó viszonyba került Viktor Abakumovval, a szovjet kémelhárítás vezetőjével, későbbi állambiztonsági miniszterrel.

## Tevékenysége a háború után
1945. augusztus 28-án tért haza. Kovács János alezredes kérésére a Belügyminisztérium Sajtóellenőrzési Alosztályára került, amelyhez a levél- és távirat-ellenőrzés is tartozott. Innen hamar a politikai rendőrséghez (PRO) került. Szovjet ügynökként rendszeresen gyűjtött és – „Gerendás” fedőnéven – továbbított anyagokat a magyar kommunista vezetőkről. A kommunizmushoz a végletekig hű és a szovjet ember eszménye iránt elkötelezett, annak maximálisan megfelelni igyekvő Ernő még a Londonba emigrált öccsében, Miklósban is kémet sejtett. 1950 tavaszán az Államvédelmi Hatóságon belül Péter Gábor helyettese, valamint a katonai elhárítás vezetője lett. Meghatározó szerepe volt a kezdeti koncepciós perek (pl. a Rajk-per) előkészítésében, illetve a fizikai atrocitások kivitelezésében. Korabeli hatalmát jól jellemezte, hogy következmények nélkül gyanúsíthatta meg többek között a rendszer főideológusát, Révai Józsefet is „elhajlással”, trockizmussal, szovjet-ellenességgel, illetve sovinizmussal (igaz, gyanúsításának nem lett semmi következménye). Az ÁVH-n belül volt egy külön csoportja is (Koós Béla és neje, Sós Vera), aminek a tevékenységéről még az ÁVH egyéb munkatársai sem tudtak sokat. Az ő feladatuk volt a rendszer külső, majd belső ellenségeinek összeírása, illetve az ügyekhez kapcsolódó mindennemű adminisztráció (jegyzőkönyvek, vádiratok, stb.) intézése Szücs utasításai alapján.

## Letartóztatása, halála
Mikor 1950 szeptemberében öccse, Miklós hazalátogatott, pártutasításra rávette, hogy lakjon nála. Ezt kihasználva az alkalomra váró, de a szovjetek reakciójától tartó Rákosi a Moszkvának többek között róla is jellemzéseket, jelentéseket küldözgető Szücs Ernőt testvérével együtt nyugatnak kémkedés gyanújával elfogatta, és az Andrássy út 60.-ba vitette. Szücs feleségét, Valentyinát és gyerekeit feltették egy Moszkvába induló vonatra. A börtönben – szintén Rákosi utasítására („Két napig éjjel-nappal úgy veresse, hogy ropogjanak a csontjai!”) – megkínozták őket, azonban a feladatot végrehajtó csoport túllőtt a célon; november 21-én mindkettejüket halálra verték. Koholt ügyének vizsgálatát névleg Farkas Vladimir vezette, valamint agyonveretésében érintett volt, ő azonban közvetlen felelősségét ebben az ügyben élete végéig tagadta, azt igyekezett bizonyítékokkal megcáfolni. Meglátása szerint Szücsöt nem véletlenül verték agyon, hanem előre megtervezett gyilkosság áldozata lett.
Testvére özvegye, Szűcs Miklósné Budapesten maradt, és 1962-ben 5000 forint kártérítésben részesült. Szűcs Ernő özvegye 1967-ben Moszkvából levélben kérte Kádár Jánost, hogy tegyék számára és gyermekei számára lehetővé férje sírjának meglátogatását, ami azonban vélhetően sohasem történhetett meg.

## Emlékezete
- Alakja érintőlegesen felbukkan Kondor Vilmos magyar író Budapest romokban című bűnügyi regényében és hangsúlyosabban Szabó István A napfény íze című filmjében.